# محددات اجتماعية للسمنة
إن التأثيرات الجينية مهمة لفهم السمنة، ولكنها لا تستطيع تفسير الزيادة الهائلة التي لوحظت في بلدان معينة أو على مستوى العالم. إن تناول السعرات الحرارية الزائدة عن المصروف من السعرات الحرارية يؤدي إلى السمنة. ولكن ما تسبب في حدوث تحولات في هذين العاملين على نطاق عالمي هو موضع نقاش كبير.

## طبقة اجتماعية
يختلف الارتباط بين الطبقة الاجتماعية ومؤشر كتلة الجسم على مستوى العالم. وجدت دراسة أُجريت في عام 1989 أنه في البلدان المتقدمة كانت النساء من الطبقة الاجتماعية العالية أقل عرضة للإصابة بالسمنة، ولم تظهر فروق ذات دلالة إحصائية بين الرجال من مختلف الطبقات الاجتماعية. في العالم النامي، كان لدى النساء، والرجال، والأطفال من الطبقات الاجتماعية العالية معدلات أعلى من السمنة. وجد تحديث لهذه الدراسة أُجري في عام 2007 العلاقات نفسها، ولكنها كانت أضعف. كان هنالك شعور بأن الانخفاض في قوة الارتباط يرجع إلى تأثيرات العولمة.
طرحت العديد من التفسيرات للارتباطات بين مؤشر كتلة الجسم والطبقة الاجتماعية. يُعتقد أنه في البلدان المتقدمة، يكون الأثرياء قادرين على شراء المزيد من الأطعمة المغذية، وهم تحت ضغط اجتماعي أكبر ليظلوا نحيفين، ولديهم المزيد من الفرص جنبًا إلى جنب مع توقعات أكبر للياقة البدنية. في البلدان غير المتطورة يُعتقد أن القدرة على توفير الغذاء، والاستهلاك المرتفع للطاقة مع العمل البدني، والقيم الثقافية، التي تفضل حجمًا أكبر للجسم؛ تساهم في الأنماط المرصودة. تلعب المواقف تجاه كتلة الجسم التي يتبناها الأشخاص في حياتهم أيضًا دورًا في السمنة. هنالك ارتباط في تغيرات مؤشر كتلة الجسم بمرور الوقت بين الأصدقاء، والأشقاء، والأزواج.

### صحارى غذائية
اشتهر مصطلح (صحراء الطعام) أول مرة من قبل أحد سكان مخطط إسكان تابع للقطاع العام في غرب اسكتلندا في أوائل التسعينيات من القرن الماضي لالتقاط تجربة العيش في حي محروم، حيث كان الطعام باهظ الثمن، ولا يمكن الحصول عليه. ظهرت العبارة أول مرة في منشور (رسمي) في عام 1995، جزءًا من تقرير مجموعة عمل السياسة، التي تحقق في توزيع البقالة وبيع المواد الغذائية بالتجزئة، نيابةً عن فريق مشروع الدخل المنخفض التابع لفريق عمل التغذية التابع لحكومة المملكة المتحدة. يستخدم مصطلح «صحراء الطعام» لوصف المناطق الحضرية المأهولة بالسكان، حيث لا يستطيع السكان الوصول إلى نظام غذائي صحي وبأسعار معقولة.أشارت التقارير إلى «أن صحارى الطعام قد تضر بالصحة العامة من طريق تقييد توافر الأطعمة التي تشكل مكونات النظام الغذائي الصحي والقدرة على تحمل تكلفتها». أجرت نيكول لارسون وزملاؤها مراجعة بحثية لربط السمنة ببيئات الأحياء. وهم يجادلون بأن «توافر مطاعم الوجبات السريعة والأطعمة الغنية بالطاقة تبين أنه أكبر في الأحياء ذات الدخل المنخفض والأقليات». عندما تتمتع الأحياء بإمكانية وصول أكبر إلى محلات السوبر ماركت، التي تحتوي على منتجات طازجة، يحدث انخفاض في العادات الغذائية غير الصحية ومستويات السمنة. تتأثر «الأحياء ذات الدخل المنخفض، والأحياء الريفة» أكثر من غيرها بهذا الوصول القليل إلى محلات السوبر ماركت، وتميل إلى زيادة فرص الوصول إلى مطاعم الوجبات السريعة والمتاجر التي تقدم طعامًا كثيفًا للطاقة. مثلًا، وجدت إحدى الدراسات أن مناطق الفقر المرتفع وجميع مناطق الأمريكيين من أصل أفريقي (بصرف النظر عن الدخل)، كانت أقل احتمالية من المجتمعات ذات الدخل المرتفع ذات الأغلبية البيضاء للحصول على الأطعمة، التي تمكن الأفراد من اتخاذ خيارات صحية.
ومع ذلك، لم تتمكن بعض الدراسات الحديثة من تأكيد الادعاءات القائلة بأن المسافة إلى محلات السوبر ماركت تتنبأ بالسمنة أو حتى جودة النظام الغذائي.

### ضغط عصبي
يعزز الإجهاد وشبكات الدماغ العاطفية سلوكيات الأكل التي تؤدي إلى السمنة. أصبحت الشبكات العصبية التي تقوم عليها التفاعلات المعقدة بين عوامل الإجهاد، والجسم، والدماغ، وتناول الطعام الآن مفهومة بنحو أفضل. تعمل الضغوطات من خلال تنشيط شبكة الاستجابة العصبية للإجهاد، وتحيز الإدراك نحو زيادة النشاط العاطفي والوظيفة التنفيذية المتدهورة. يؤدي هذا إلى استخدام العادات بدلًا من التقييم المعرفي للاستجابات.  كما يؤدي الإجهاد إلى إفراز كل من الجلوكوكورتيكويد، ما يزيد من الدافع للطعام والأنسولين، وتقلل التغذية الممتعة من النشاط في شبكة الاستجابة للإجهاد، ما يعزز عادة التغذية.
وجدت إحدى الدراسات أن «ضغوط العمل المرتفعة ارتبطت بزيادة استهلاك أطعمة دسمة معينة بين الرجال وليس النساء».
في دراسة أخرى أجرتها ريتشاردسون وزملاؤها على «عينة من النساء ذوات الدخل المنخفض ولديهن أطفال، وجدنا أن الإجهاد الملحوظ مرتبط بنحو مباشر وإيجابي بالسمنة المفرطة، بصرف النظر عن سلوكيات الأكل وجودة النظام الغذائي. إضافةً إلى ذلك، فإن الإجهاد الملحوظ مرتبط بنحو مباشر و إيجابي بسلوكيات الأكل غير الصحية».

### تعليم
وجدت دراسة أجراها شيخ وزملاؤه أنه «في كل من التحليلات غير المعدلة والمعدلة، ارتبط انخفاض مستويات التعليم والدخل باحتمالية أعلى للإصابة بالسمنة وارتفاع مؤشر كتلة الجسم». جمع شيخ وزملائه بيانات من مسح مقابلة الصحة الوطنية الأمريكية لنحو 23,434 بالغ. باستخدام هذه المعلومات، أجرى الباحثون تحليلات الانحدار لتصوير السمنة فيما يتعلق بالأجزاء الاجتماعية والاقتصادية المختلفة، مثل التعليم. مع قيمة بّي < 0.001، وجدوا أن السمنة كانت أقل شيوعًا لدى البالغين ذوي التحصيل العلمي العالي مقابل أولئك الذين لديهم تحصيل تعليمي أقل. استنتجوا أن التعليم والسمنة مرتبطان ارتباطًا وثيقًا، وأن دعوتهم للعمل كانت أن تحصل المدارس العامة على مزيد من التثقيف الصحي.
وبالمثل، في دراسة أجريت في ألمانيا، وجد الباحثون أن «مؤشرات تعليم الوالدين كانت أكثر ارتباطًا بسمنة الأطفال. كانت هنالك علاقة قوية بين الجرعة والاستجابة بين مؤشر مكون من الطبقة الاجتماعية والسمنة. كان الأطفال ذوو الوضع الاجتماعي الأدنى معرضين لخطر الإصابة بالسمنة بأكثر من ثلاثة أضعاف مقارنة بالأطفال ذوي المكانة الاجتماعية الأعلى في مجموعة الفحص».